# Llista de topònims de Montoliu de Lleida
Llista de topònims (noms propis de lloc) del municipi de Montoliu de Lleida, al Segrià
Informació actualitzada per un bot. Els canvis manuals es perdran quan s'actualitzi!

## casa
| imatge | Nom                         | Ubicat a           | instància de | Detalls | coordenades                                        | Protecció                   | Commons (més fotos) | Dades a WD                    |
| ------ | --------------------------- | ------------------ | ------------ | ------- | -------------------------------------------------- | --------------------------- | ------------------- | ----------------------------- |
|        | Ca la Pubilla               | Montoliu de Lleida | casa         |         | 41° 33′ 38″ N, 0° 35′ 22″ E / 41.56045°N,0.58957°E | bé cultural d'interès local |                     | Modifica les dades a Wikidata |
|        | edifici al carrer Major, 15 | Montoliu de Lleida | casa         |         | 41° 33′ 36″ N, 0° 35′ 22″ E / 41.56011°N,0.5894°E  | bé cultural d'interès local |                     | Modifica les dades a Wikidata |

## entitat singular de població
| imatge | Nom                | Ubicat a           | instància de                                   | Detalls | coordenades                                                                 | Protecció | Commons (més fotos) | Dades a WD                    |
| ------ | ------------------ | ------------------ | ---------------------------------------------- | ------- | --------------------------------------------------------------------------- | --------- | ------------------- | ----------------------------- |
|        | Abellar            | Montoliu de Lleida | entitat singular de població                   | 53 hab  | 41° 34′ 05″ N, 0° 35′ 52″ E / 41.567986666412°N,0.59780261064549°E 157 msnm |           |                     | Modifica les dades a Wikidata |
|        | Montoliu de Lleida | Montoliu de Lleida | entitat singular de població capital municipal | 424 hab | 41° 33′ 35″ N, 0° 35′ 23″ E / 41.55963951°N,0.58984204°E 159 msnm           |           |                     | Modifica les dades a Wikidata |

## Misc
| imatge | Nom                                          | Ubicat a                                                             | instància de                 | Detalls                                      | coordenades | Protecció                                  | Commons (més fotos)                                    | Dades a WD                    |
| ------ | -------------------------------------------- | -------------------------------------------------------------------- | ---------------------------- | -------------------------------------------- | --- | ------------------------------------------ | ------------------------------------------------------ | ----------------------------- |
|        | Escoles velles                               | Montoliu de Lleida                                                   | edifici                      | Estil: arquitectura popular                  | 41° 33′ 38″ N, 0° 35′ 27″ E / 41.560611°N,0.590794°E                                                                                          | bé cultural d'interès local                | Escoles velles i antic ajuntament (Montoliu de Lleida) | Modifica les dades a Wikidata |
|        | Fumera de l'antic Molí d'Oli                 | Montoliu de Lleida                                                   | xemeneia de fàbrica          |                                              | 41° 33′ 52″ N, 0° 35′ 14″ E / 41.5645°N,0.58712°E                                                                                             | bé integrant del patrimoni cultural català |                                                        | Modifica les dades a Wikidata |
|        | Patamolls de Montoliu                        | Montoliu de Lleida                                                   | zona humida                  | Superfície: 19.95ha                          | 41° 34′ 23″ N, 0° 34′ 49″ E / 41.5731°N,0.5802°E 127 msnm                                                                                     |                                            | Patamolls de Montoliu                                  | Modifica les dades a Wikidata |
|        | Segre                                        | Catalunya Pirineus Orientals                                         | riu curs d'aigua riu aurífer | Desemboca: Ebre Llarg: 265km Conca: 22400km² | 42° 24′ 09″ N, 2° 06′ 30″ E / 42.4025°N,2.1084°E 41° 21′ 48″ N, 0° 18′ 16″ E / 41.3633°N,0.3044°E                                             |                                            | Segre River                                            | Modifica les dades a Wikidata |
|        | Teuleria Tonino                              | Montoliu de Lleida                                                   | teuleria                     |                                              | 41° 33′ 54″ N, 0° 35′ 15″ E / 41.56488°N,0.58748°E                                                                                            | bé integrant del patrimoni cultural català |                                                        | Modifica les dades a Wikidata |
|        | canal d'Urgell                               | Noguera Urgell Pla d'Urgell Garrigues Segrià                         | canal de reg                 | Desemboca: Segre Llarg: 144.2km              | 41° 55′ 47″ N, 1° 09′ 50″ E / 41.92977111111111°N,1.16391°E 41° 34′ 27″ N, 0° 34′ 37″ E / 41.57407111111111°N,0.5769580555555556°E            |                                            | Canal d'Urgell                                         | Modifica les dades a Wikidata |
|        | canal de Seròs                               | Lleida Albatàrrec Montoliu de Lleida Sudanell Torres de Segre Aitona | canal                        | Desemboca: Segre                             | 41° 37′ 16″ N, 0° 38′ 42″ E / 41.62121194444445°N,0.6450750000000001°E 41° 28′ 29″ N, 0° 27′ 13″ E / 41.47470194444445°N,0.4535580555555555°E |                                            | Canal de Seròs                                         | Modifica les dades a Wikidata |
|        | casa consistorial de Montoliu de Lleida      | Montoliu de Lleida                                                   | casa consistorial            |                                              | 41° 33′ 38″ N, 0° 35′ 27″ E / 41.5605873°N,0.5908009°E                                                                                        |                                            | Town hall of Montoliu de Lleida                        | Modifica les dades a Wikidata |
|        | el Castell                                   | Montoliu de Lleida                                                   | edifici històric castell     |                                              | 41° 33′ 36″ N, 0° 35′ 22″ E / 41.5601144271843°N,0.58953671365075°E                                                                           |                                            |                                                        | Modifica les dades a Wikidata |
|        | església parroquial de la Nativitat de Maria | Montoliu de Lleida                                                   | església                     | Estil: arquitectura barroca                  | 41° 33′ 38″ N, 0° 35′ 24″ E / 41.560451°N,0.590032°E                                                                                          | bé cultural d'interès local                | Nativitat de Maria de Montoliu de Lleida               | Modifica les dades a Wikidata |
|        | l'Abellar                                    | Montoliu de Lleida                                                   | muntanya                     |                                              | 41° 34′ 00″ N, 0° 35′ 53″ E / 41.56677222°N,0.59795556°E 163.4 msnm                                                                           |                                            |                                                        | Modifica les dades a Wikidata |
|        | riu de Set                                   | Garrigues Segrià                                                     | curs d'aigua                 | Desemboca: Segre Llarg: 45km                 | 41° 21′ 12″ N, 0° 57′ 01″ E / 41.353224°N,0.950175°E 41° 33′ 52″ N, 0° 33′ 19″ E / 41.564403°N,0.555266°E                                     |                                            | Riu de Set                                             | Modifica les dades a Wikidata |